# Sierra del Candán
La sierra del Candán es una sierra gallega que se extiende a lo largo de los ayuntamientos de Forcarey, Lalín, Silleda, Beariz e Irijo. Se encuentra en el dorsal gallega y es donde nacen los ríos Lérez, el Umia y varios afluentes del Deza. Es una zona especial de conservación (ZEC).

No outono do cerne Candán
deitan as fontes do Lérez:
no baixo, ao pé do regato
sorrí a Santiña de Montes
nun convento destellado

Avelino Cachafeiro

## Características
La mayor parte de las rocas de la sierra está constituidas por granitos y esquistos, morfológicamente la superficie es aplanada, su orientación es paralela a la costa lo que hace que sea responsable del llamado efecto Föhn que hace que los frentes húmedos procedentes del Atlántico asciendan al llegar a la vertiente occidental de la sierra del Candán, enfriando al tener que elevarse y como consecuencia se condense el agua, que descarga cómo lluvia antes de llegar a la cumbre, mientras la vertiente del sotavento recibe el aire fresco que va calentando al perder altura.

### Cumbres
Las principales cumbres son el alto de san Benito (1017 metros), El Coco (969 metros), Seixiños Blancos (905 metros), Chamor (815 metros) y Alto de San Sebastián (750 metros). La sierra del Candán está incluida en la Red Natura por la riqueza de sus ecosistemas, que varían desde los bosques de galería y los bosques en las zonas de menos altitud y en las riberas de los ríos, hasta el monte bajo de tojo, carquesa, calluna y retama. Entre la fauna presente en el Candán destacan especies en peligro de extinción como el búho real y el águila real, junto con especies más comunes como el azor, el águila ratonera, la lechuza, el lobo, el gato montés, la comadreja y el zorro.